# Andreas Böhm
Andreas Böhm (Seghedino, 7 ottobre 1901 – Zurigo, 13 settembre 1952) è stato un baritono ungherese.
Morì in circostanze tragiche sul palco dell'Opera di Zurigo, durante la prova generale de L'olandese volante di Wagner.